# Пхунцо Чоден
Аші Пхунцо Чоден — королева Бутана, дружина Джігме Вангчука, другого короля Бутана, та мати Джигме Дорджі Вангчука, третього короля Бутану .

## Життєпис
Пхунцо Чоден народилася в 1911 році в палаці Вандучолінг в сім'ї Чумед Залгно, Дашо Джам'янга, нащадка сім'ї желго Прахара, яка веде родовід від одного з синів Пеми Лінгпи та Аші Дешо, доньки Аші Йєші Чоден, яка була сестрою першого короля Бутану Уг'єна Вангчука .
Чоден мала двох повнорідних братів і двох повнорідних сестер, а також зведеного брата від другого шлюбу її батька:
- Дашо Гонпо Дорджі, Чумед Жалгно
- Аші Пема Дечен (1918—1991)
- Дашо Лам Треба (1920—1989)
- Аші Чимі

З раннього віку Пхунцо Чоден здобувала традиційну освіту, включаючи уроки з буддизму від відомих буддійських лам .
1923 року, коли їй було 12 або 14 років, Пхунцо Чоден видали заміж за її двоюрідного дядька Джігме Вангчука . Це була незвичайна шлюбна практика навіть за місцевими нормами шлюбу між двоюрідними братами. Однак, цей шлюб покращив сімейні стосунки як усередині королівських гілок, так і з іншими почесними сім'ями .
26 серпня 1926 року Джінгме став королем Бутану, а Чоден, відповідно, королевою, після чого гостро постало питання спадкоємця престолу. Тим часом Чоден довго не могла завагітніти, а коли змогла, то народила дівчинку, яка померла. Зрештою, 2 травня 1928 року на світ з'явився майбутній третій король Бутану Джігме Дорджі Вангчук .
Чоден подбала про те, щоб її єдиний син вивчив англійську та гінді ще в ранньому дитинстві, щоб підготувати його до зростаючої участі Бутану в іноземній дипломатії. Більше дітей вона не мала і зосередила своє життя на буддизмі та державних справах .
У 1930 році король з королевою відремонтували храм Курджей-Лакханг і встановили всередині нього статуї восьми проявів Гуру Рінпоче . Вони також сприяли заснуванню та розвитку монастирів Тарпалінг та Ньінгмалунг .
У 1932 році король Бутана прийняв молодшу сестру Чоден — Аші Пема Дечен (1918—1991), якій на той момент було 14 років, як свою другу дружину. Згодом Дечен народила чоловікові чотирьох дітей .
У 1934 році Чоден супроводжувала чоловіка під час поїздки до Колкати в Індії. Усю зиму вона відвідувала перегони, звані обіди, фільми та імпровізовані змагання зі стрільби з лука. Весною вона відправилася в паломництво до Непалу . 1937 року для неї був побудований палац Domkhar Tashicholing .
1952 року, коли вона була в Індії, її чоловік, король Джігме Вангчук, помер від серцевого нападу. Ще через двадцять років (1972) помер її єдиний син, король Джігме Дорджі Вангчук . 1974 року Пхунцо Чоден ініціювала будівництво меморіального чортена в Тхімпху в його пам'ять і для благополуччя Бутану .
Пхунцо Чоден померла 24 серпня 2003 року в палаці Дешенчолінг. Її тіло протягом 49 днів з урочистостями возили тими місцями, де вона бувала, коли жила.

## Титули та нагороди
- 1911 — 26 серпня 1926 — Аші Пхунцо Чоден.
- 26 серпня 1926 — 30 березня 1952 року : Її Величність Королева Пхунцо Чоден, Королева Бутану.
- 30 березня 1952 року — 21 липня 1972 року : Її Величність Королева Пхунцо Чоден, Королева-мати Бутану.
- 21 липня 1972 року — 24 серпня 2003 року : Її Величність Королева Пхунцо Чоден, Королева-бабуся Бутану.

### Нагороди
- Медаль імені короля Джігме Сінга (2 червня 1974).
- Пам'ятна срібна ювілейна медаль короля Джігме Сінга (2 червня 1999).